# Irréligion en France

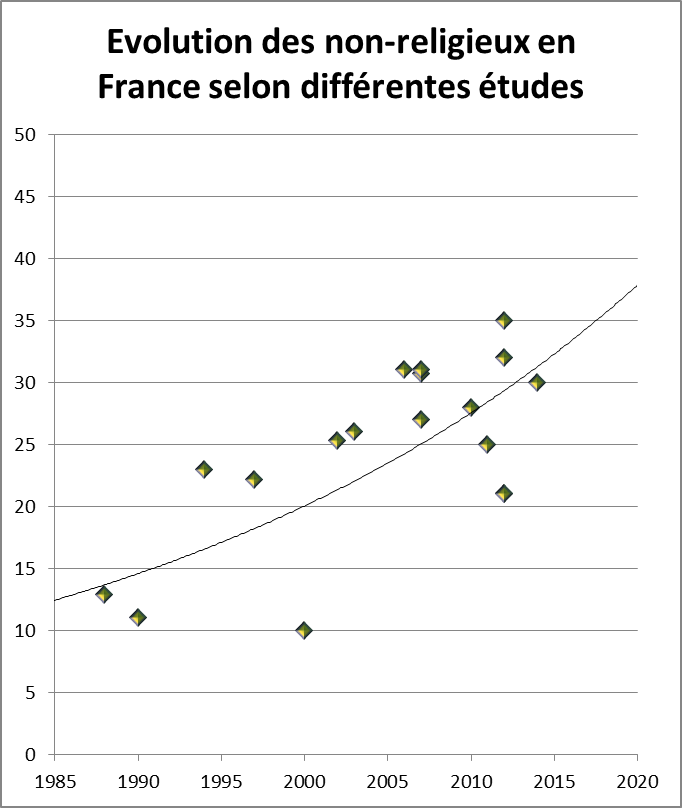
Évolution de la proportion des sans-religion en France, de 1985 à 2020.

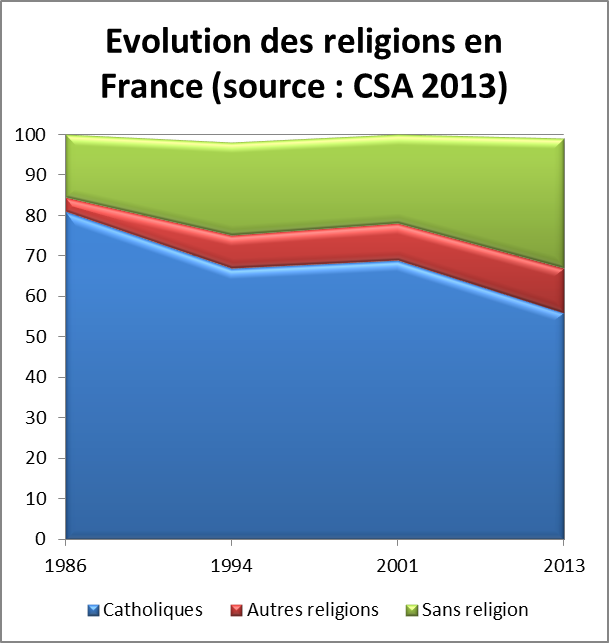
Évolution des religions en France (CSA).

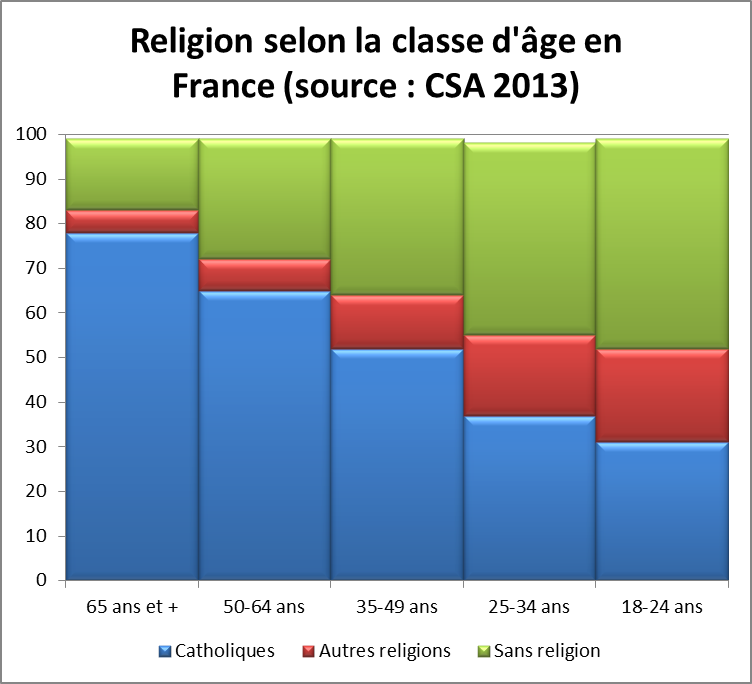
Religions en France selon la classe d'âge : les
personnes sans religion constituent le groupe le plus important chez les personnes de moins de 35 ans.

En France, la montée de l'irréligion (agnosticisme, athéisme, déisme, libre-pensée…) suit un chemin inverse du déclin du catholicisme.

## Les «sans religion» en France
La catégorie « sans religion » inclut non seulement les agnostiques et les athées, mais aussi les déistes (croyants sans religion) et les libres-penseurs.
Depuis 1981, les sans religion connaissent une très forte croissance. Ces chiffres sont le résultat de sondages et non de recensements, ceux-ci n'existant pas en France en matière de religion.
Selon le Quid :
- 1981 : 10,0 %[2]
- 1990 : 11,0 %[2]
- 1994 : 23,0 %[2]
- 2003 : 26,0 %[3]
- 2007 : 31,0 %[3]
- 2012 : 35,0 %[4]

En 2012, les sans religion sont même majoritaires parmi les 18-34 ans (52 %). Ils le sont même aussi (51%) parmi les 18-59 ans, en France métropolitaine, en tout cas en 2019-2020, selon une étude publié en 2023 par l'Insee.
Selon une étude en 2012 de Win/Gallup International, 63 % des Français sont « sans religion », avec 34 % de non-religieux et 29 % d'athées,.

## Projections
D'après une étude publiée en 2013 par CSA, les personnes se disant « sans religion » pourraient être majoritaires en France d'ici 20 à 30 ans.
Une étude du Pew Research Center réalisée en 2015 confirme cette tendance : les personnes sans religion devraient être plus nombreuses que les chrétiens d'ici 2050.
| Année | Christianisme | Sans religion | Islam | Autres religions |
| ----- | ------------- | ------------- | ----- | ---------------- |
| 2010  | 59 %          | 32 %          | 7,5 % | 1,5 %            |
| 2020  | 39,8%         | 49 %          | 9,5 % | 1,7 %            |
| 2030  | 27 %          | 60 %          | 11 %  | 2 %              |
| 2040  | 21 %          | 64 %          | 13 %  | 2 %              |
| 2050  | 17 %          | 67 %          | 14 %  | 1,6 %            |

## Agnosticisme en France
En France d’après un rapport d'étude de 2006 : 25 % de la population se déclare agnostique. Ce chiffre augmentant particulièrement chez les jeunes.